# Chris Kanyon
Christopher Klucsarits (New York, 4 gennaio 1970 – New York, 2 aprile 2010) è stato un wrestler statunitense, che lottò nella World Championship Wrestling e nella World Wrestling Federation con i nomi di Chris Kanyon e Mortis.
Kanyon in WWF ha vinto una volta il WCW United States Championship e una volta il WWF Tag Team Championship (con Diamond Dallas Page).

## Biografia
Ai tempi della scuola, Klucsarits praticò hockey su pista, pallacanestro e baseball. Nel 1992, si laureò all'Università di Buffalo, con un bachelor in fisioterapia. Nelle prime ore del 16 ottobre 2004, fu arrestato a Ybor City (Tampa) per disturbo alla quiete pubblica e resistenza non violenta all'arresto, il tutto dopo il tentativo di sedare una rissa. Klucsarits, assieme a Scott Levy (meglio noto come Raven) e Mike Sanders, fece causa alla WWE per essere stati imbrogliati riguardo l'assistenza sanitaria ed altri benefici economici, ma una giuria federale di Stamford archiviò il caso. Nel 2006, dopo essere stato svincolato dalla WWE, utilizzò la gimmick di un wrestler dichiaratamente omosessuale, sostenendo che il proprio licenziamento fosse stato a causa del suo orientamento sessuale. Successivamente, Klucsarits raccontò come si trattasse soltanto di un tentativo di farsi pubblicità e che in realtà fosse eterosessuale. In seguito, però, ritrattò quest'ultima dichiarazione e affermò di essere omosessuale.
Klucsarits soffriva di disturbo bipolare. Il 2 aprile 2010, il fratello Ken lo trovò morto suicida nel suo appartamento di Sunnyside, nel Queens, accanto ad una bottiglietta vuota di antidepressivi. Lasciò una lettera di scuse per la propria famiglia.

## Carriera

### Gli inizi (1992–1995)
Klucsarits debuttò nel wrestling il 5 aprile 1992. Lavorò come fisioterapista per i successivi tre anni, per poi costituire un tag team assieme a Billy Kidman, con la gimmick dei giocatori di hockey. Nel 1994, lottò diversi incontri a Raw, come jobber: fu contrapposto a Shawn Michaels, Diesel, Tatanka e Bob Holly. Il suo amico e futuro manager, James Mitchell, vide in lui del potenziale e per questo lo mandò ad allenarsi con The Fabulous Moolah e con Afa.

### World Championship Wrestling (1995–2001)

#### Il debutto e Mortis (1995–1997)
Klucsarits debuttò nella WCW con il nome Kanyon, con il ruolo di jobber. Dopo diversi mesi, fu messo in un tag team con Mark Starr, formando così i "Men at Work". La loro gimmick fu quella di due operai edili che diventarono wrestler professionisti. Kanyon fu successivamente sostituito da Mike Winner, prima che l'idea di questo tag team fosse abbandonata.
Nel 1997, Klucsarits cominciò ad indossare una maschera ed adottò il nome Mortis. James Mitchell, all'epoca noto come James Vandenberg, ne diventò manager. Mortis ebbe un feud con Glacier. I due si affrontarono ad Uncensored 1997, che fu anche il debutto di Mortis in pay-per-view: fu Glacier ad aggiudicarsi l'incontro. In seguito a questo incontro, arrivò il debutto di Wrath, che si alleò con Mortis e per questo attaccò Glacier. I due si riaffrontarono a Slamboree, ma fu ancora Glacier ad avere la meglio. Ancora, Wrath accorse in aiuto di Mortis alla fine dell'incontro, ma l'arrivo di Ernest "The Cat" Miller salvò Glacier dall'aggressione. I quattro ebbero allora un tag team match a Bash at the Beach, che fu vinto da Mortis e Wrath. I due continuarono a fare coppia per qualche altro mese.

#### The Flock e la Jersey Triad (1997–1999)
A febbraio 1998, Mortis chiese a Raven di entrare a far parte della stable di quest'ultimo, chiamata The Flock. Raven gli rispose che ne avrebbe fatto parte soltanto se fosse riuscito a sconfiggere Diamond Dallas Page in un incontro valido per il WCW United States Championship. Il 12 febbraio, in un episodio di Thunder, Mortis provò a battere DDP, non riuscendo nel suo intento. Per questa sconfitta, Raven lo colpì con la sua DDT sullo stage, che di fatto diede inizio a un feud tra i due. In seguito a questo evento, Klucsarits abbandonò il personaggio di Mortis e tornò a farsi chiamare Kanyon. Strinse un'alleanza con Perry Saturn, con l'obiettivo di contrapporsi alla stable di Raven. I due, però, finirono per entrare a far parte del Flock. Saturn e Kanyon continuarono a fare coppia finché quest'ultimo non si prese una pausa dal wrestling, per lavorare come stuntman in The Jesse Ventura Story.
Kanyon tornò nel 1999, aiutando Raven e Saturn a vincere il WCW World Tag Team Championship. Poco dopo, abbandonò questi ultimi per formare una stable assieme a Diamond Dallas Page e Bam Bam Bigelow, chiamata Jersey Triad. I tre affrontarono Perry Saturn e Chris Benoit, con l'obiettivo di vincere i titoli di coppia della WCW: riuscirono nell'impresa a The Great American Bash. Ric Flair, presidente della WCW, gli concesse una deroga per difendere il titolo tutti e tre assieme, garantendogli così un vantaggio numerico sugli avversari. Comunque, questo provvedimento fu rovesciato da Sting, quando quest'ultimo diventò presidente della WCW. Il 14 agosto, durante Road Wild, gli Harlem Heat batterono la Jersey Triad e s'impossessarono dei titoli di coppia. Di lì a poco, la Jersey Triad si sciolse e Kanyon mise ancora in pausa la propria carriera nel wrestling, a causa della partecipazione al film Pronti alla rissa, in cui fece da controfigura all'attore Oliver Platt.

#### C.C.K. e Positively Kanyon (1999–2001)
Tornò in WCW nel 1999 inoltrato, come Chris "Champagne" Kanyon (spesso abbreviato in C.C.K.), accompagnato dal manager J. Biggs e da due ex Nitro Girls, Baby e Charmeleon. Dichiarò d'essere stato inghiottito dal mondo dorato di Hollywood e che per questo si perse in lussi come champagne, donne e macchine costose. Ebbe un breve feud con Bam Bam Bigelow e Diamond Dallas Page, prima di essere messo da parte dal booker Kevin Sullivan.
Kanyon tornò in WCW il 10 aprile 2000, quando Vince Russo sostituì Sullivan. Fece coppia con Diamond Dallas Page per diversi mesi, aiutando quest'ultimo anche a Slamboree, salvandolo dalla powerbomb che Mike Awesome stava per infliggerli dalla cima della triple cage che fu utilizzata anche nel film Pronti alla rissa. Page si salvò, ma Awesome concentrò le sue attenzioni su Kanyon, che fu scaraventato giù dalla struttura. Secondo la kayfabe, Kanyon fu costretto così ad un ricovero ospedaliero e all'utilizzo di una sedia a rotelle. Proprio sulla sedia a rotelle, assistette all'edizione annuale di The Great American Bash, in cui tradì Diamond Dallas Page e gli fece perdere l'Ambulance Match in cui era contrapposto ad Awesome. Kanyon si alleò poi con Eric Bischoff, capo della stable chiamata The New Blood. Nel corso del feud con Page, iniziò ad imitarlo rinominandosi "Positively" Kanyon, in riferimento all'autobiografia di DDP, dal titolo Positively Page. Iniziò ad indossare anche una parrucca dai lunghi capelli biondi. Sempre durante questa rivalità, iniziò ad utilizzare una finisher simile alla Diamond Cutter, che diventò Kanyon Kutter. Utilizzò la sua Kutter su diverse personalità della WCW, come Gene Okerlund e sulla mamma di Buff Bagwell, Judy. Proprio quest'ultima azione portò ad un breve feud tra Kanyon e la famiglia Bagwell, che culminò a New Blood Rising con un Judy Bagwell on a Forklift match, vinto da Buff. Poco tempo dopo, Kanyon lasciò la WCW.
Ritornò il 5 febbraio 2001, attaccando Diamond Dallas Page e rinnovando il feud tra i due. Kanyon sconfisse DDP a SuperBrawl, ma quest'ultimo si prese la sua rivincita la sera successiva, a Nitro. Kanyon ebbe allora un feud con Ernest Miller nel mese di marzo, durante il quale modificò leggermente il suo personaggio, che ebbe anche una nuova musica d'accompagnamento e una giacca di pelle al suo ingresso. La rivalità non ebbe una conclusione, in quanto la World Wrestling Federation (WWF) acquistò la WCW nello stesso mese.

### World Wrestling Federation/Entertainment (2001–2003)

#### Invasion e The Alliance (2001)
Kanyon debuttò nella WWF il 6 luglio 2001, durante un episodio di SmackDown!, come membro della stable The Alliance, un gruppo di lottatori provenienti dalla WCW che aveva l'obiettivo di "invadere" la loro nuova federazione. Debuttò in un pay-per-view della WWF a Invasion, in cui i wrestler della federazione furono contrapposti a dei lottatori provenienti da WCW ed ECW. Kanyon fece squadra con Shawn Stasiak e Hugh Morrus, affrontando e battendo il team composto da Big Show, Billy Gunn e Albert. Il 26 luglio, il WCW World Heavyweight Champion Booker T consegnò, su richiesta di Stephanie McMahon, il suo WCW United States Championship a Kanyon.
In seguito, Kanyon strinse nuovamente alleanza con Diamond Dallas Page, con cui era parte dell'Alliance. Il 6 agosto, aiutò DDP ad attaccare The Undertaker nel backstage di Raw. Il 9 agosto, i due vinsero un incontro che li vedeva contrapposti agli Acolyte Protection Agency, valido per il WWF World Tag Team Championship. Il loro regno terminò il 19 agosto, quando subirono una sconfitta per mano dei Brothers of Destruction, in uno Steel Cage Match disputatosi a SummerSlam. Kanyon perse poi il suo WCW United States Championship in data 10 settembre, venendo battuto da Tajiri.
Ebbe poi un breve feud con Matt Hardy, con il coinvolgimento di Lita. Riuscì a sconfiggere Hardy in una puntata di Raw del 24 settembre, ma la rivalità si concluse quando gli Hardy Boyz superarono una coalizione formata dallo stesso Kanyon e diversi membri dell'Alliance, che ciclicamente lo accompagnarono, tra cui Lance Storm, Rhyno, Chuck Palumbo e Hugh Morrus, in una serie di incontri. Da questo momento, Kanyon cominciò ad essere impiegato negli show secondari della federazione.

#### Infortunio e ritorno (2001–2003)
Il 29 ottobre 2001, Kanyon subì un infortunio al legamento crociato anteriore sinistro, durante un dark match che lo vedeva contrapposto a Randy Orton. Dovette così operarsi e rimase fuori per il resto dell'angle riguardante l'Invasion. Apparì soltanto in un cameo durante Survivor Series: nel tradizionale incontro ad eliminazione a squadre, si affrontarono i membri del team della WWF e quelli dell'Alliance. La stipulazione aggiuntiva prevedeva il licenziamento dei componenti della squadra sconfitta (kayfabe). Gli unici che si sarebbero salvati da questo provvedimento erano i detentori dei titoli e il vincitore della Battle Royal per l'immunità, ossia Test. I membri dell'Alliance furono sconfitti e così anche Kanyon fu licenziato. Questa storyline diede così a Kanyon il tempo per recuperare dal suo infortunio. A maggio 2002, fu pronto a tornare a lottare e fu così mandato alla Ohio Valley Wrestling (OVW), una federazione minore in cui la WWF poteva sviluppare i propri talenti, così che potesse recuperare totalmente. Durante un match contro Lance Cade, però, subì un infortunio alla spalla sinistra, dovendo così affrontare un altro intervento chirurgico.
Ritornò in OVW ad ottobre, rimanendoci per qualche mese e lottando anche dei dark match per gli show televisivi. Torno a SmackDown! il 13 febbraio 2003, vestito come Boy George e cantando Do You Really Want to Hurt Me dei Culture Club ad Undertaker, che come risposta lo aggredì. Lottò il primo incontro in televisione in data 19 aprile, venendo sconfitto da Rhyno in una puntata di Velocity. Kanyon, nonostante alcune presenze a SmackDown!, apparse per la maggior parte delle volte a Velocity, come jobber; lottò anche alcuni dark match, con la vecchia gimmick di Mortis.

#### Ultimi incontri (2004–2010)
Il 9 febbraio 2004, Kanyon fu ufficialmente licenziato dalla WWE. Appese gli stivali al chiodo dopo aver perso un Retirement Match contro Diamond Dallas Page a Wayne, in data 28 agosto 2004. A luglio 2005, annunciò il suo ritorno nel mondo del wrestling, nel circuito indipendente. Dopo l'uragano Katrina, partecipò a molti show di beneficenza.
Ebbe una fugace esperienza anche nella Total Nonstop Action (TNA), nel corso del pay-per-view Turning Point del 2005. Fu infatti la scelta di Larry Zbyszko, per affrontare Raven (si presentò sul ring con il nome di Chris K). Fu però sconfitto. Apparì anche nella Pro Wrestling Guerrilla (PWG). Nonostante altri propositi di ritiro, continuò a lottare fino al 2010, sempre nelle federazioni indipendenti.

### Morte
Il 2 aprile 2010, a quarant'anni, Chris Kanyon si suicida con una overdose di farmaci per la schizofrenia, lasciando solo un biglietto di scuse per i suoi familiari.

## Personaggio

### Mosse finali
- Come Kanyon 
  - I'm Better Than You[1] / Flatliner[1] (Leg-hook lifting reverse STO)
  - Kanyon Kutter (Three-quarter facelock bulldog)[1]
- Come Mortis
  - Flatliner (Leg-hook lifting reverse STO)[1]

### Manager
- J. Biggs[10]
- James Vandenberg[1]

### Soprannomi
- "Positively"[1]
- Chris "Champagne" Kanyon[1]

## Titoli e riconoscimenti
- Pro Wrestling Illustrated
  - 108º tra i 500 migliori wrestler nella PWI 500 (1998)[11]
- Victory Championship Wrestling
  - VCW Hall of Fame (Classe del 2018)
- World Championship Wrestling
  - WCW World Tag Team Championship1 (2) – con Bam Bam Bigelow e Diamond Dallas Page[1]
- World Wrestling Federation
  - WCW United States Championship (1)[1]
  - WWF Tag Team Championship (1) – con Diamond Dallas Page[1]

1 Kanyon ha difeso il titolo con entrambi sotto la Freebird Rule.